# Supercoppa polacca 2017 (pallavolo femminile)
La Supercoppa polacca 2017 si è svolta il 6 ottobre 2017: al torneo hanno partecipato due squadre di club polacche e la vittoria finale è andata per la prima volta al Budowlani Łódź.

## Regolamento
Le squadre hanno disputato una gara unica.

## Squadre partecipanti
| Squadra        | Qualificazione                                                    | Ultima partecipazione   |
| -------------- | ----------------------------------------------------------------- | ----------------------- |
| Chemik Police  | Vincitrice Liga Siatkówki Kobiet 2016-17/Coppa di Polonia 2016-17 | Supercoppa polacca 2015 |
| Budowlani Łódź | Finalista Coppa di Polonia 2016-17                                | Supercoppa polacca 2010 |

## Torneo
| 6 ottobre 2017 Hala Centrum, Dąbrowa Górnicza Durata: 1h:41 - Spettatori: 800 | Chemik Police | 1 - 3 | Budowlani Łódź | 20-25, 25-19, 21-25, 26-28 |